# Ludwig von Mycielski
Ludwig von Mycielski, polnisch: Ludwik Mycielski,  (* 13. April 1854 in Warschau; † 6. Januar 1926 in Gostyna) war Rittergutsbesitzer und Mitglied des Deutschen Reichstags.

## Leben
Mycielski war der Sohn von Michael Mycielski, einem Journalist und Herausgeber, der nach dem frühen Tode seiner Frau in den Jesuitenorden eintrat. Er wuchs im Haus seiner Großmutter und bei seinem Onkel auf.
1873 machte er in Śrem Abitur und studierte in der Folge in Breslau, Löwen und Posen Philologie, in Posen promovierte er in Philosophie. Nach einer Reise nach Rom wurde er der Sekretär des päpstlichen Nuntius Vladimir Czackiemu in Paris von 1879 bis 1882. 1882 kehrte er in die Heimat zurück und betrieb Landwirtschaft in Dabrowa und Galowo Szamotuly.
Von 1884 bis 1890 war er Mitglied des Deutschen Reichstags für den Wahlkreis Regierungsbezirk Posen 4 Buk, Schmiegel, Kosten und die Polnische Fraktion. 1913 wurde er Präsident des Polnischen Nationalrats. Während des Ersten Weltkriegs betätigte er sich in karitativen Organisationen für die Kriegsopfer.
Nach dem Krieg beteiligte er sich an Aktionen für die Volksabstimmung in Oberschlesien.
Er war verheiratet und hatte zwei Kinder. Beigesetzt ist er im Familiengrab in Gostyna.